# SV Transvaal
Actualités
Le Sport Vereniging Transvaal est un club surinamien de football fondé le 15 janvier 1921 jouant pour la saison 2018/2019 en première division du championnat de Suriname de football. Le club est basé à Paramaribo, capitale du Suriname et joue ses matchs à domicile au stade André-Kamperveen d'une capacité de 7 100 places.
L'équipe, une des plus populaires du pays, a gagné son premier championnat en 1925 et en totalise aujourd'hui 19 ce qui en fait l'équipe la plus tirée après le SV Robinhood. Le SV Transvaal a aussi gagné trois fois la Coupe du Suriname et deux fois la Supercoupe du Suriname. Les plus gros succès internationaux de l'équipe sont la victoire en Ligue des Champions de la CONCACAF en 1973 et 1981

## Histoire

### Les débuts
Le SV Transvaal , club fondée le 15 janvier 1921 par des étudiants de la Hendrik School, une école intermédiaire de Paramaribo, porte son nom d'après la province sud africaine du Transvaal. Le club a été fondé la même année que deux autres clubs de Paramaribo : l'Olympia et  l'Ajax. 

## Palmarès
| Compétitions nationales | Compétitions internationales                                                                                   |
| - Championnat du Suriname (19) : - Champion : 1925, 1937, 1938, 1950, 1951, 1962, 1965, 1966, 1967, 1968, 1969, 1970, 1973, 1974, 1990, 1991, 1996, 1997 et 2000. - Coupe du Suriname (3) : - Vainqueur : 1996, 2002 et 2008 - Finaliste : 1997 - Supercoupe du Suriname (2) : - Vainqueur : 1997 et 2008 - Finaliste : 1993, 1996, 1999, 2001 et 2002 | - Coupe des champions de la CONCACAF (2) : - Vainqueur : 1973 et 1981. - Finaliste : 1968, 1974, 1975 et 1986. |